# Kasjmirhoelman
De kasjmirhoelman (Semnopithecus ajax) is een langoerensoort, behorende tot de hoelmans of grijze langoeren. De soort werd in 1928 door  de Britse dierkundige Reginald Innes Pocock beschreven als Pithecus entellus ajax als ondersoort van de Voor-Indische hoelman (S. entellus). Het is een bedreigde soort aap uit de Himalaya. De soort is samen met Semnopithecus hector en de ceylonhoelman (S. priam) vernoemd naar de figuren Ajax, Hektor en Priamus uit de Ilias van Homerus.

## Kenmerken
De kasjmirhoelman lijkt sterk op de Voor-Indische hoelman, een slank soort aap met een lange staart met een kop-romplengte tussen de 50 en 79 centimenter en een staart van 72 tot 96 centimeter. De beharing is overwegend geelachtig wit, de rug en de ledematen en de staart hebben een meer bruinachtige kleur. Het uiteinde van de staart is wit. De onderarmen en vooral de handen en voeten zijn het donkerst behaard. Het onbehaarde deel van het gezicht is donker, de oren zijn zwart.

## Leefwijze
Het voedsel bestaat uit bladeren.

## Verspreiding  en status als bedreigde soort
De soort komt voor in Kasjmir en Nepal. Hij heeft een zeer beperkt en versnipperd leefgebied. Hij leeft in verschillende bossoorten op hoogtes tussen de 2.200 en 4.000 meter.In 2003 werd hun aantal geschat op hoogstens 500 exemplaren, waarvan 250 volwassen dieren.